# ボルボ・C30
ボルボ・C30（Volvo C30 ）は、ボルボ・カーズがかつて販売したシューティングブレーク型の自動車。
発売当時、ボルボの乗用車ラインナップ中最もサイズが小さく、エントリーモデルに位置づけられていた。S40、V50、C70、マツダ・アクセラ、フォーカスと同じフォード主権で開発されたフォード・C1プラットフォームを使用しており、欧州ではCセグメントに相当する。

## 歴史
C30の源流として、2000年に発表し、北米国際オートショー（デトロイトショー）や東京モーターショーなどに出品したSCC（Safety Concept Car ）がある。このモデルは名称の通り最新の安全技術を盛り込んだ純粋なスタディモデルであった。しかし、この時すでにベルトラインが張り出した2ドアハッチバック、特徴的なガラスハッチといったデザインエッセンスが盛り込まれていた。
2006年の北米国際オートショーで「C30デザインコンセプト」を出展。同年のモンディアル・ド・ロトモビルで量産型が公開された。
フロントマスクは近年のボルボを踏襲したデザインで、リアのデザインはかつて販売された「P1800 ES」や「480」を髣髴させる大きなガラスハッチが埋め込まれたテールゲートが特徴となっている。
エンジンはガソリンエンジンが1.6L 直4、1.8L 直4、2.4L 直5、2.5L 直5 ターボ、ディーゼルエンジンが2.0L 直4、2.4L 直5と多様である。また、1.8L 直4エンジンには最高でエタノールを85%まで含むアルコール燃料(E85)に対応したバージョン「FLEXIFUEL」がある。
トランスミッションは5速および6速MT、5速ATで、駆動方式はFF。安全装備としてデュアルエアバッグ、ABS、ESP、TCSを装備する。
2007年7月、日本で発売。導入されたのは2.4L 直5、2.5L 直5 ターボのガソリンエンジン（このエンジンの改良版はフォード・フォーカスSTにも使われている）に5速ATを組み合わせたモデルのみ。2.4Lモデルにはベーシックな「2.4i Aktiv」と装備を充実させた「2.4i SE」、2.5Lモデルには「T-5」のグレードがあり、価格は285万円から387万円。
また、北米では2.5L 直5 ターボエンジンを搭載する「T5」の6速MT（5速ATはオプション扱い）仕様1グレードの展開である。
2009年2月27日 本国に設定されている2.0Lエンジン（145PS）にDCT式の6速AT（Powershift ）を組み合わせ、MT的な操作を可能にした「2.0e」シリーズを日本市場にも追加した。
後継のV40の導入に伴い、2012年で生産を終了し在庫販売となっていたが、日本では2013年8月に販売を終了する。

## 仕様

### エンジンと変速機

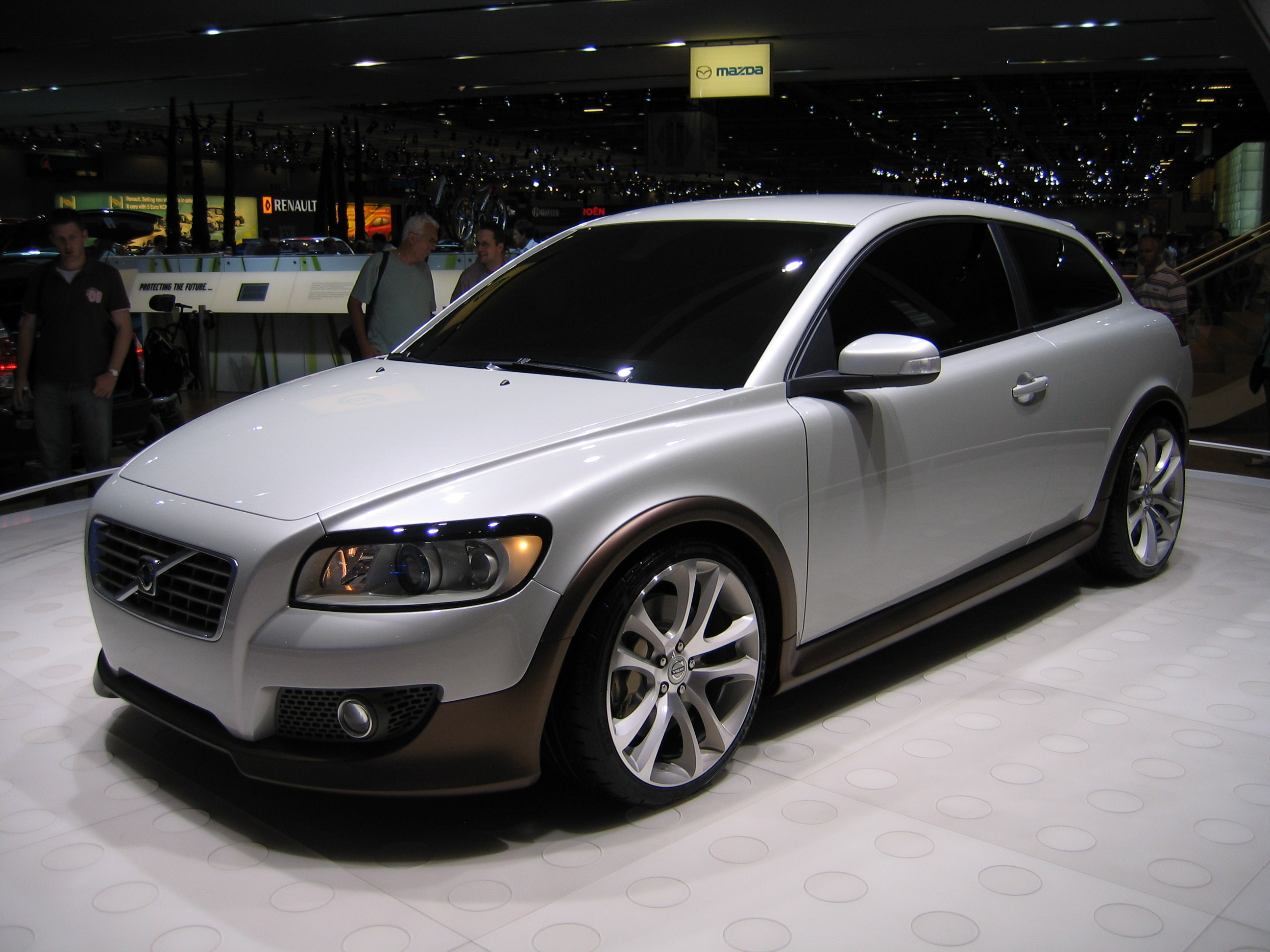
C30デザインコンセプト
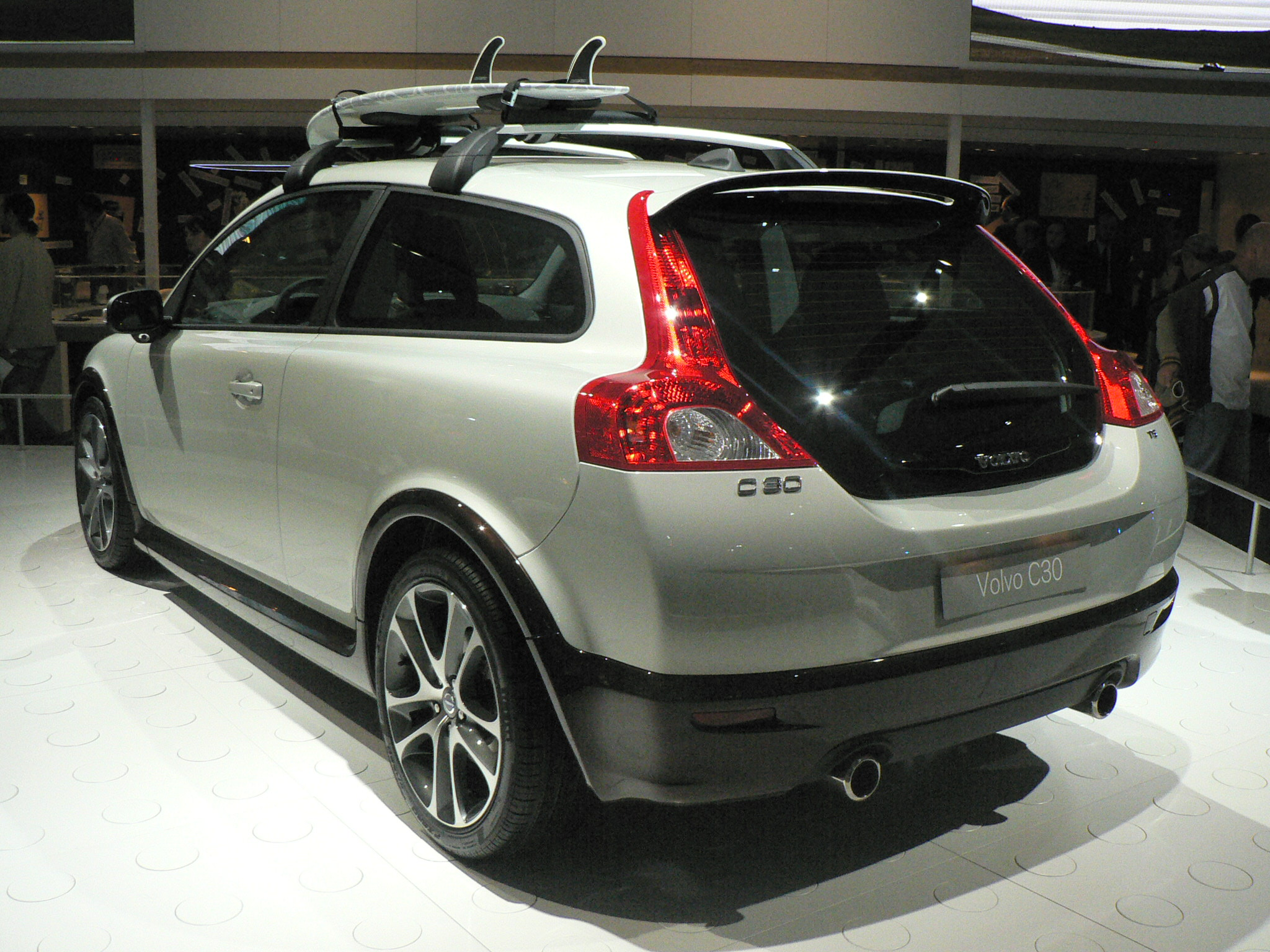
特徴的なテールゲート
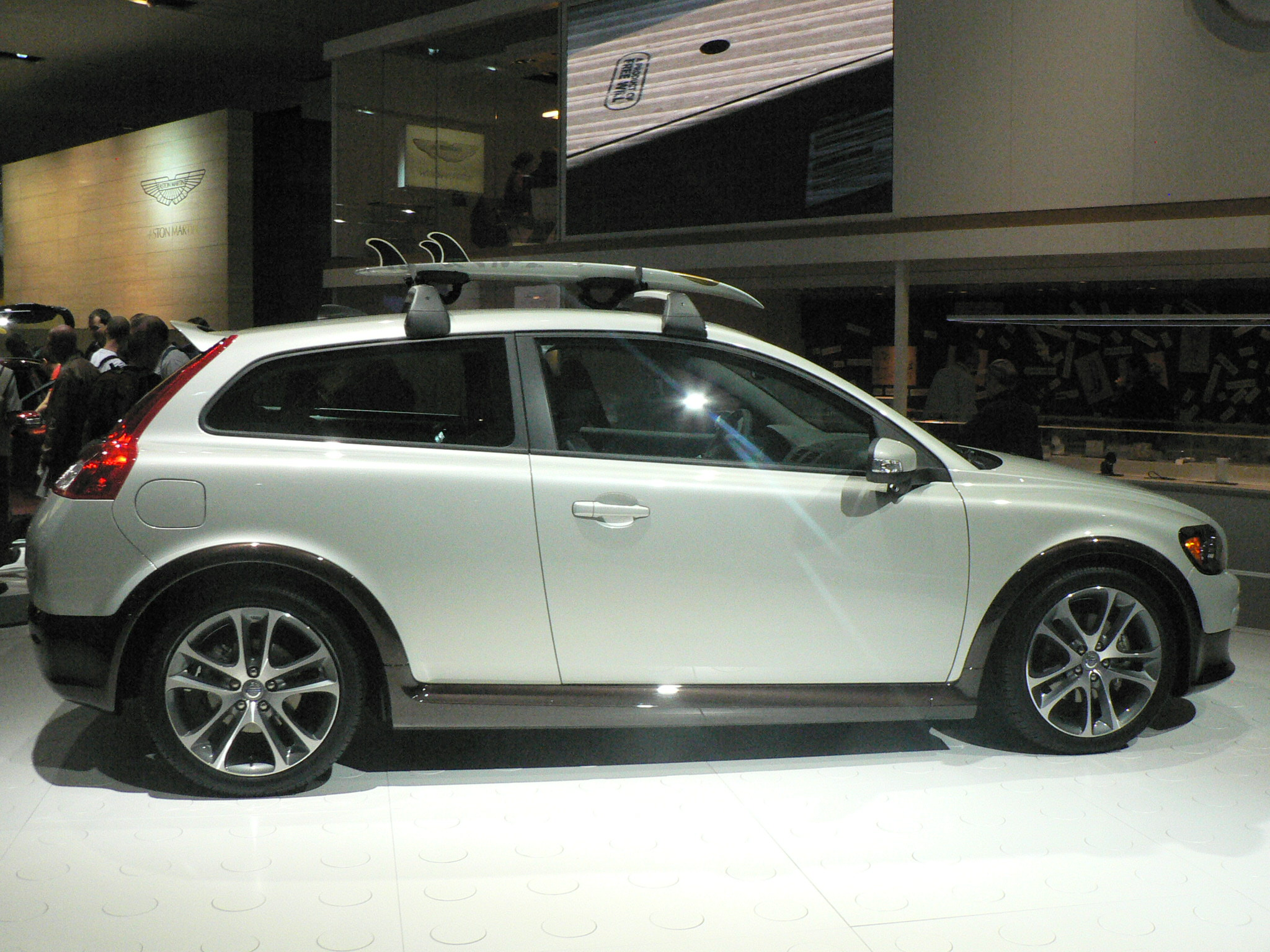
サイドビュー

| ガソリンエンジン      | ガソリンエンジン     | ガソリンエンジン              | ガソリンエンジン              | ガソリンエンジン                | ガソリンエンジン                                                         |
| 車種                  | エンジン形式, コード | 排気量                        | 最大出力 @ rpm                | 最大トルク @ rpm                | 変速機                                                                   |
| --------------------- | -------------------- | ----------------------------- | ----------------------------- | ------------------------------- | ------------------------------------------------------------------------ |
| 1.6                   | I4、B4164S3          | 1,596 cc (1.6 L; 97.4 cu in)  | 100 PS (74 kW; 99 hp)@6,000   | 150 N⋅m (110 lb⋅ft)@4,000       | 5段手動変速 (フォード IB5)                                               |
| 1.8                   | I4、B4184S11         | 1,798 cc (1.8 L; 109.7 cu in) | 125 PS (92 kW; 123 hp)@6,000  | 165 N⋅m (122 lb⋅ft)@4,000       | 5段手動変速 (フォード MTX-75)                                            |
| 2.0                   | I4、B4204S3          | 1,999 cc (2.0 L; 122.0 cu in) | 145 PS (107 kW; 143 hp)@6,000 | 185 N⋅m (136 lb⋅ft)@4,500       | 5段手動変速 (フォード MTX-75), 6段変速 パワーシフト (フォード MPS6)      |
| 2.4i                  | I5、B5244S4          | 2,435 cc (2.4 L; 148.6 cu in) | 170 PS (125 kW; 168 hp)@6,000 | 230 N⋅m (170 lb⋅ft)@4,400       | 5段手動変速 (フォード MTX-75), 5段変速 ギアトロニック (アイシン AW55-51) |
| T5 (2006–2007)        | I5 ターボ、B5254T    | 2,521 cc (2.5 L; 153.8 cu in) | 220 PS (162 kW; 217 hp)       | 320 N⋅m (236 lb⋅ft)@1,500-4,800 | 6手動変速 (ゲトラグ M66), 5段変速 ギアトロニック (アイシン AW55-51)      |
| T5 (2007-)            | I5 ターボ、B5254T7   | 2,521 cc (2.5 L; 153.8 cu in) | 230 PS (169 kW; 227 hp)@5,000 | 320 N⋅m (236 lb⋅ft)@1,500-5,000 | 6段手動変速, 5段変速 ギアトロニック                                      |
| ディーゼルエンジン    |                      |                               |                               |                                 |                                                                          |
| 車種                  | エンジン形式, コード | 排気量                        | 最大出力 @ rpm                | 最大トルク @ rpm                | 変速機                                                                   |
| 1.6D, 1.6D DRIVe      | I4 ターボ、D4164T    | 1,560 cc (1.6 L; 95.2 cu in)  | 109 PS (80 kW; 108 hp)@4,000  | 240 N⋅m (177 lb⋅ft)@1,750       | 5段手動変速 (フォード MTX-75)                                            |
| 1.6D DRIVe S/S        | I4 ターボ            | 1,560 cc (1.6 L; 95.2 cu in)  | 109 PS (80 kW; 108 hp)@4,000  | 240 N⋅m (177 lb⋅ft)@1,750       | 5手動変速 (Ford MTX-75)                                                  |
| 2.0D                  | I4 ターボ, D4204T    | 1,997 cc (2.0 L; 121.9 cu in) | 136 PS (100 kW; 134 hp)@4,000 | 320 N⋅m (236 lb⋅ft)@2,000       | 6手動変速 (ゲトラグ MMT6), 6段パワーシフト (フォード MPS6)               |
| D5 (自動変速)         | I5 ターボ、D5244T8   | 2,401 cc (2.4 L; 146.5 cu in) | 180 PS (132 kW; 178 hp)@4,000 | 350 N⋅m (258 lb⋅ft)@1,750-3,250 | 6段手動変速 (ゲトラグ M66), 5段変速 ギアトロニック                       |
| D5 (手動変速)         | I5 ターボ、D5244T13  | 2,401 cc (2.4 L; 146.5 cu in) | 180 PS (132 kW; 178 hp)@4,000 | 400 N⋅m (295 lb⋅ft)@2,000-2,750 | 6段手動変速 (ゲトラグ M66)                                               |
| ガソリン/E85 エンジン |                      |                               |                               |                                 |                                                                          |
| 車種                  | エンジン形式, コード | 排気量                        | 最大出力 @ rpm                | 最大トルク @ rpm                | 変速機                                                                   |
| 1.8F                  | I4, B4184S8          | 1,798 cc (1.8 L; 109.7 cu in) | 125 PS (92 kW; 123 hp)@6,000  | 165 N⋅m (122 lb⋅ft)@4,000       | 5段手動変速 (フォード MTX-75)                                            |

- C30デザインコンセプト
- 特徴的なテールゲート
- サイドビュー

## ハイブリッド
2007年11月に中国上海で行われる「ミシュラン・チャレンジ・ビバンダム」にディーゼルハイブリッドシステムを搭載したプロトタイプが参戦する予定である。

## コンセプトカー
3種類のC30コンセプトが2006年のSEMAで発表された。
- エヴォルヴ C30 はツインターボエンジンを搭載した4輪駆動車でサスペンションは2004年のSEMAショーのエヴォルヴの2004 S40からの物で14ピストンブレーキキャリパーを備えていた。
- IPD C30 SEMA コンセプトは6 psi (0.4 bar)まで加圧するスーパーチャージャー搭載の5気筒エンジンで亜酸化窒素タンク、ガルウィングドア、アルカンターラを張った座席を備えていた。
- ボルボ HS3 ソーコンセプトはHeico Sportivによって製作された。出力300 PS (220 kW; 300 hp)でトルク420 N⋅m (310 lb⋅ft)の2.5L ターボエンジン (B5254T)、Haldex AWD, 東洋タイヤを備えたハイコ ヴォリューション V 8x18-インチ スポーツ合金ホイール、320 mm (12.6 in)の前輪4キャリパーディスクブレーキを備えていた[3]。

他にSEMAで発表されなかったコンセプトカーにC30 PCP ("Performance Concept Prototype")がある。それは2010年にスウェーデンのPolestar社によって開発された。4輪駆動でSTCCの車両に似た車体でT5で吹き上げる2.5リットルターボ過給エンジンを備えており405hpを出した。青の印象的な色合いに仕上げられていた。車両はコンセプトのみであったが、2011年7月時点においてボルボは限定生産を検討しているとされる。

### ボルボ ReCharge コンセプト
ReCharge コンセプトはボルボカリフォルニア開発センターで開発されたC30のプラグインハイブリッドカーである。2007年にフランクフルトモーターショーで発表された。 4気筒1.6リットル複数種類燃料対応エンジンと電気モーターを動力とする。蓄電池のみでの走行距離は100キロメートル (62 mi)で満充電は3時間かかる。最高速度は160 km/h (99 mph)である。ボルボは2012年に欧州で量産型プラグインハイブリッドのC30を発売する予定である。

### C30 Polestar コンセプト
2010年に、Polestarは、Volvo C30 Polestar Conceptを発表したが、市販はされていない。

### C30 DRIVe エレクトリック

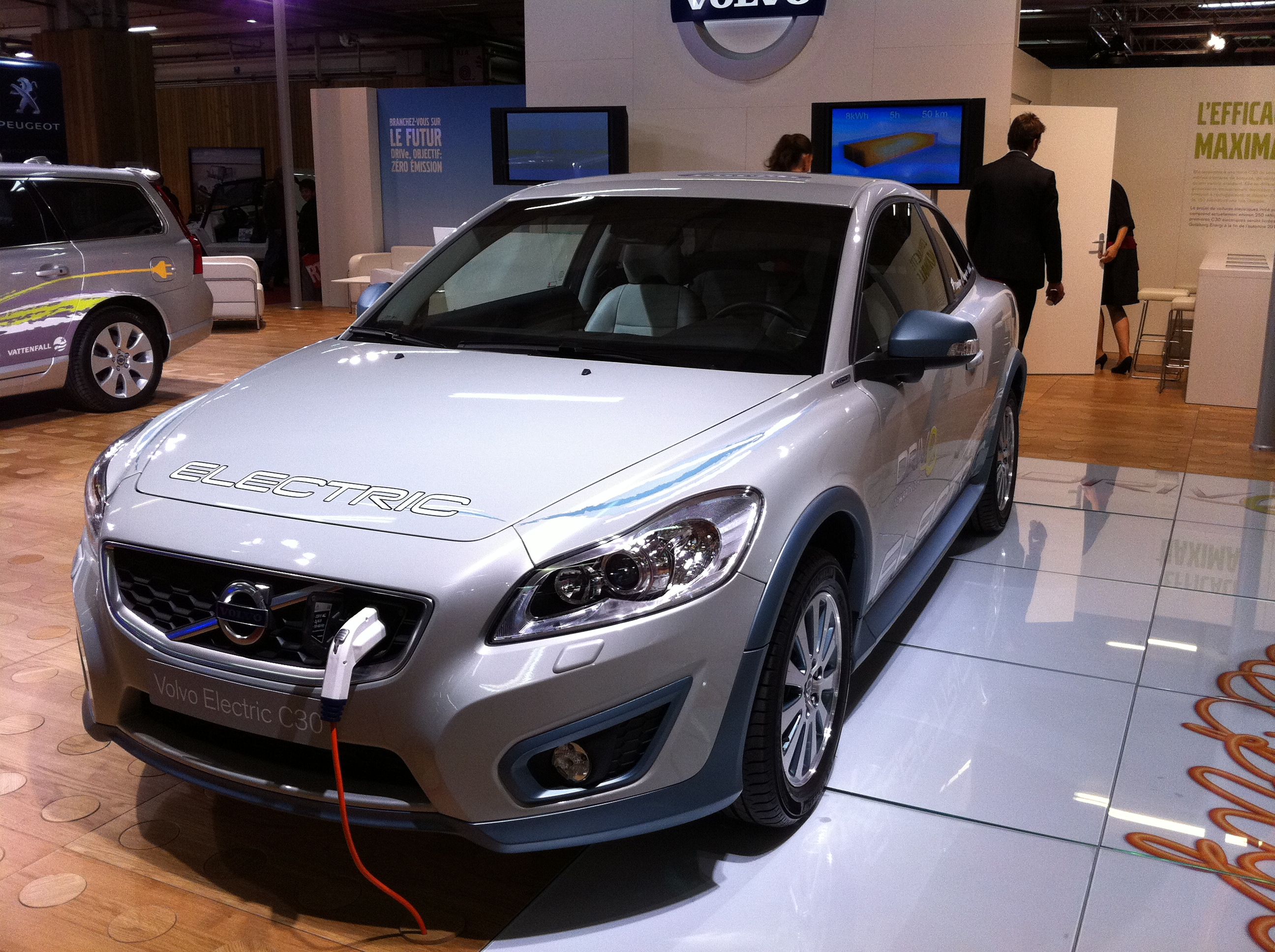
2010年パリモータショーで展示されたボルボ C30 エレクトリック

ボルボは2009年9月に初めて運転可能な電気自動車であるC30試作車を発表した。改良された試作車は2010年のデトロイトの北米国際オートショーで展示された。 2010年のパリモーターショーでコンセプトカーはC30 DRIVeとして展示された。C30 DRIVEは2011年度のグリーンカービジョン賞の最終選考に選ばれた5台の中の一台だった。
スウェーデンにおけるC30エレクトリックの公道試験は主にボルボの内部で2010年第4半期に50台で行われた。C30エレクトリックは同様に家族が協力して6か月間できるだけ気候に賢く生活をする1トンライフ計画の一部だった。
C30エレクトリックはアメリカのEnerDelが供給するリチウムイオン二次電池を備える。ボルボによると最高速度は130 km/h (81 mph)で0–50 kph (0-31 mph) の加速は4秒である。C30エレクトリックは家庭のコンセントから7時間で満充電できる。最大走行距離は150キロメートル (93 mi)である。蓄電池は通常燃料タンクがある部分と同様にC30の中央トンネル内にも設置され。それにより荷物部分の容量は変化していない。

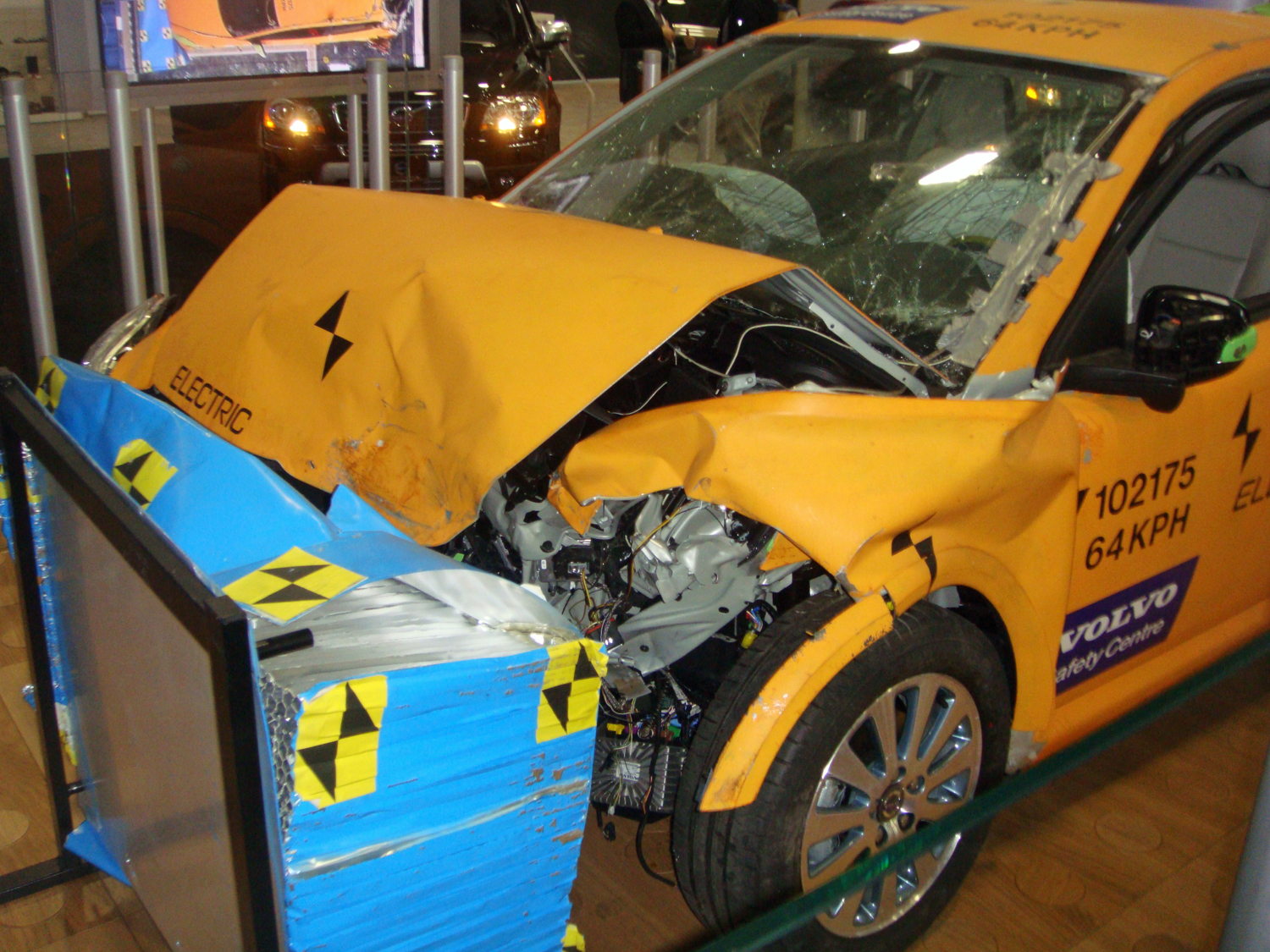
蓄電池の安全性を調べるためのC30エレクトリックの前面衝突試験

C30エレクトリックは3種類の温度調整装置を備える。:一つは乗客への暖房と冷房を供給;もう一つは蓄電池パックに冷却または加熱が必要;電気モーターとパワーエレクトロニクスは水冷式である。
車内への温度調整は蓄電池電力による冷暖房か、バイオマスエタノールによるヒーターを運転者が選択でき、エタノールタンクは初期設定で14.5リットル (3.8 US gal)のバイオマスエタノールを運搬可能である。ボルボは冬季の −20℃ (−4°F) の気温の状態でC30を試験した。
C30エレクトリックの生産は2011年6月に始まった。ボルボC30エレクトリックの車体はベルギーのヘントの標準の組み立てラインを使用して生産されヨーテボリまで運ばれてモーターや蓄電池や他の電子機器を搭載される。
ボルボの計画ではC30エレクトリックを法人の顧客や政府機関を主な顧客に予定している。2011年第3半期にスウェーデン、ベルギー、オランダ、ノルウェーのヨーロッパ各国に納車される予定である。2012年末までに約250台を生産し、市場の立ち上がりで可能であれば更に多く生産する予定である。
合計100台のC30エレクトリックがアメリカに出荷され半数は西海岸で残り半数は東海岸に出荷予定である。ボルボは企業と政府関係機関を主要な顧客と位置づけ、アメリカで毎月、約US$2,100、欧州で毎月、約€1,500でリースする予定である。
この値段は2011年の時点で他の入手可能な電気自動車よりも大幅に高価であるがボルボはこの値段は限定生産の自動車であるので適正な価格であると説明する。

## ギャラリー

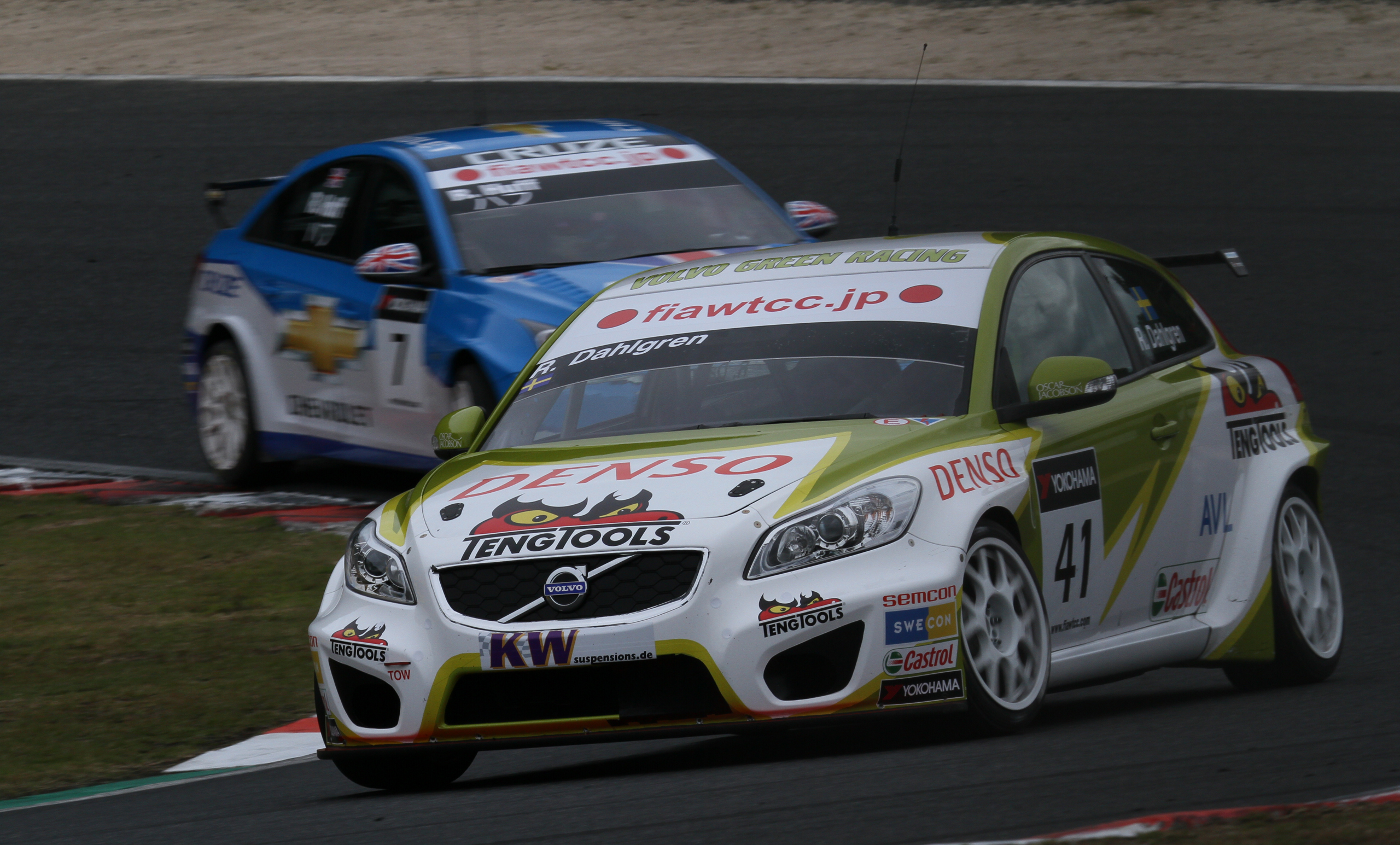
Volvo C30（WTCC 2010)
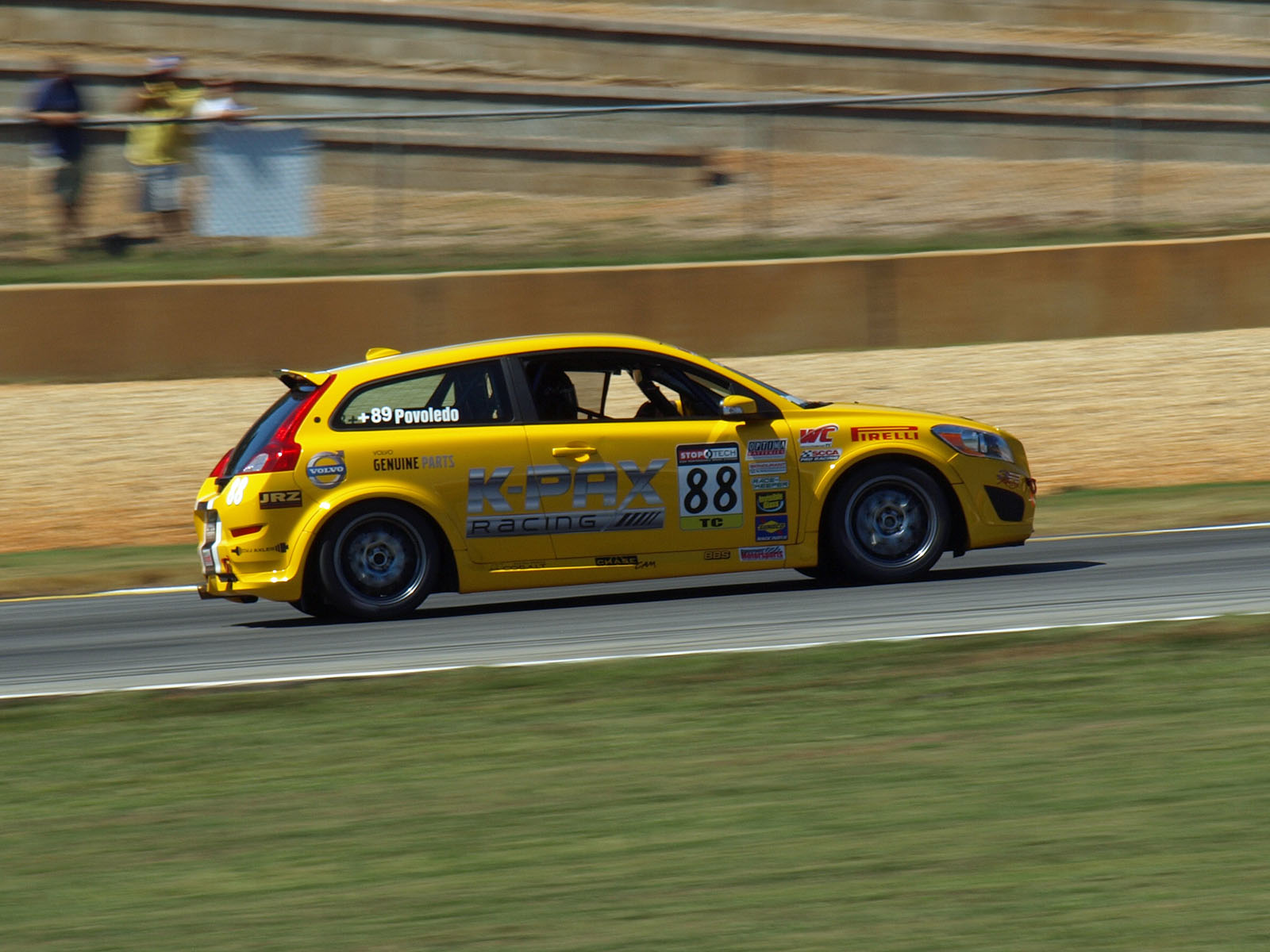
Volvo C30 (PWC 2011）
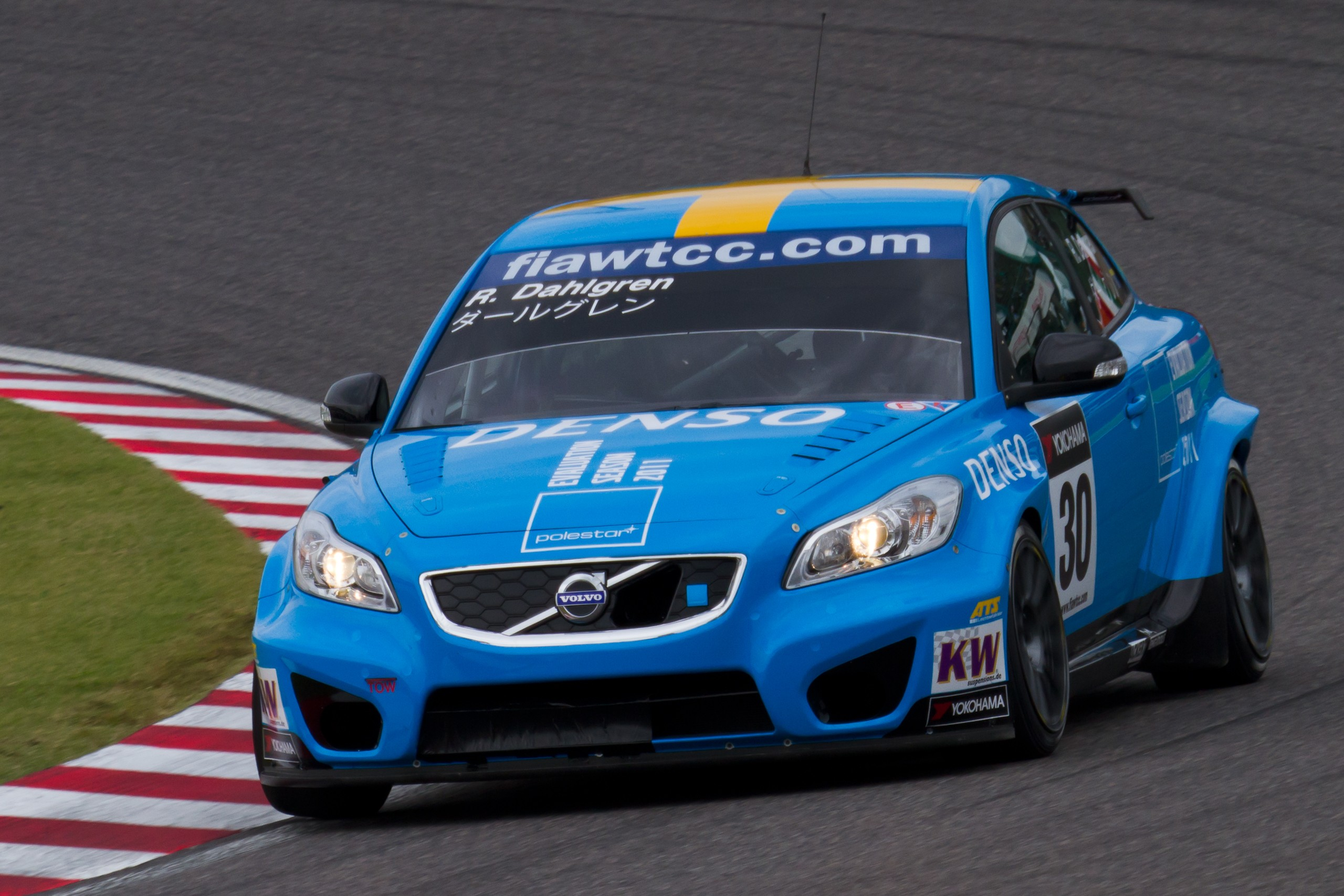
Volvo C30（WTCC 2011)
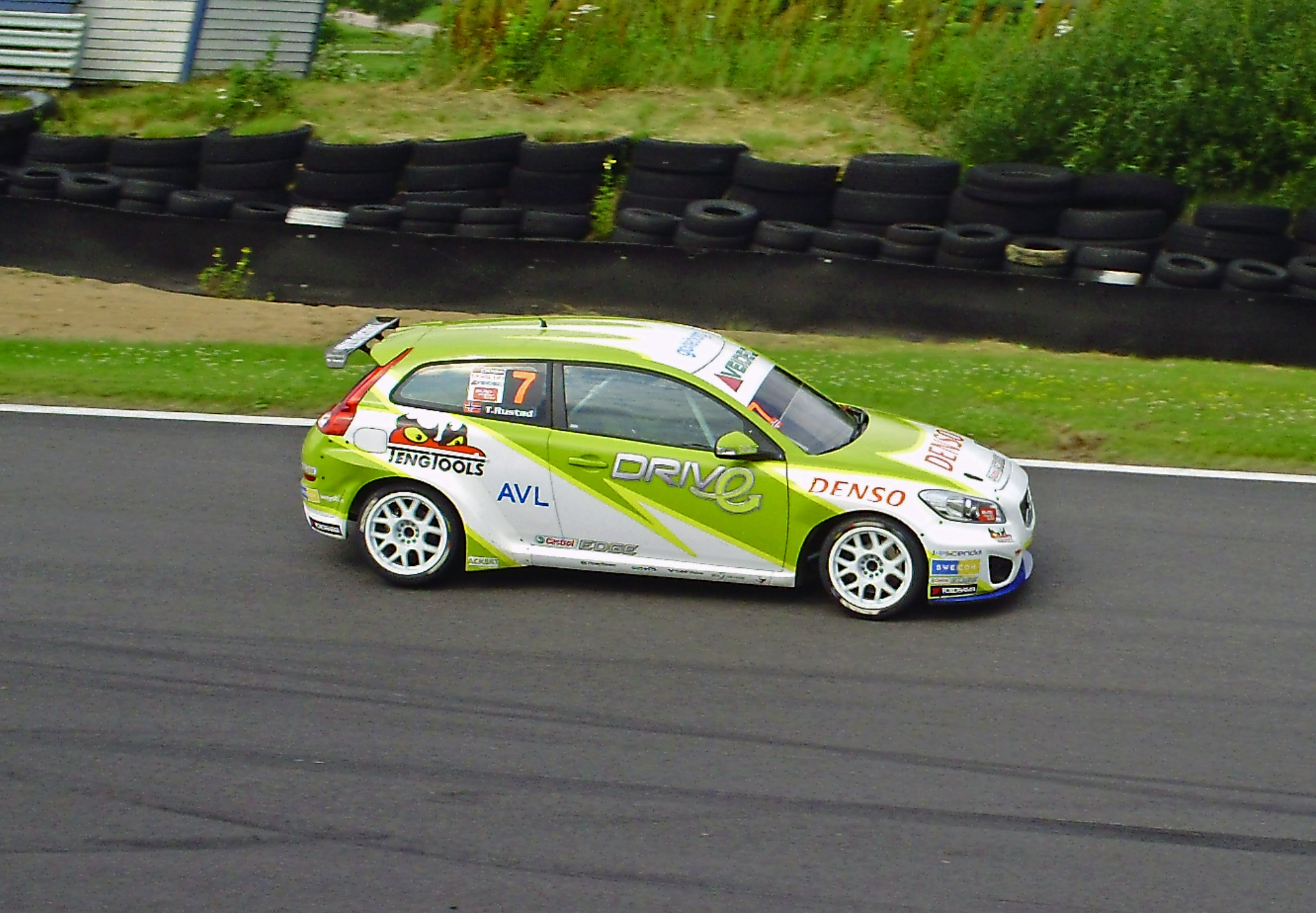
Volvo C30 (STCC 2011)